# Légifrance
Légifrance är den franska regeringens officiella webbplats för kungörelse av lagar, förordningar och annan juridisk information. Upprättandet av webbplatsen fastställdes i ett dekret från Secrétariat général du gouvernement den 7 augusti 2002.
Webbplatsen tillhandahåller också Journal officiel de la République française (JORF).